# Équipe de Maurice de football à la Coupe d'Afrique des nations 1974
Cet article présente la campagne qualificative de l'Équipe de Maurice de football pour la phase finale de la Coupe d'Afrique des nations de football 1974, organisée en Égypte. Le sélectionneur, Mohammad Anwar Elahee, en poste depuis 1960, remplit son objectif et emmenent les Mauriciens en phase finale, pour la première fois de leur histoire.
C'est l'attaquant du Racing Club Maurice Dany Imbert qui termine meilleur buteur mauricien du tournoi puisqu'il inscrit les deux buts de son équipe lors du premier tour : le premier face à la Guinée lors du deuxième match de poule et le second contre le futur champion d'Afrique, le Zaïre.
Les Mauriciens ne parviennent pas à sortir de la phase de poules de la Coupe d'Afrique. Ils terminent à la dernière place du groupe B avec trois défaites en autant de rencontres, s'inclinant contre le Congo, la Guinée et le Zaïre.

## Qualifications
Le système de qualification pour la CAN 1974 est celui utilisé depuis l'édition 1970, à savoir plusieurs tours à élimination directe par matchs aller-retour. Les Mauriciens entrent en lice au premier tour.

### Premier tour
Le tirage au sort du premier tour voit les Mauriciens être opposés à la sélection du Lesotho. Les deux équipes ne s'étaient jamais rencontrées auparavant. Après un match nul et vierge à Maseru, la sélection mauricienne s'impose largement 5-1 à domicile pour se qualifier pour le tour suivant.
| Équipe 1 | Résultat | Équipe 2 | Aller | Retour |
| -------- | -------- | -------- | ----- | ------ |
| Lesotho  | 1 - 5    | Maurice  | 0 - 0 | 1 - 5  |

### Second tour
Après la qualification contre le Lesotho, les hommes de Mohammad Anwar Elahee parviennent au tour final, où ils sont opposés à la Tanzanie, qui a réussi à éliminer l'équipe d'Éthiopie au tour précédent. Le duel est serré entre les deux nations : Maurice parvient à accrocher le nul 1-1 à Dar es Salaam et se qualifie à l'issue de la séance de tirs au but au retour après avoir à nouveau fait match nul 0-0 (la règle des buts marqués à l'extérieur n'est pas encore en vigueur dans les éliminatoires de la CAN).
| Équipe 1 | Résultat  | Équipe 2 | Aller | Retour |
| -------- | --------- | -------- | ----- | ------ |
| Tanzanie | 1 - 1 tab | Maurice  | 1 - 1 | 0 - 0  |

## Coupe d'Afrique des nations 1974

### Effectif
Voici la liste des 19 joueurs sélectionnés par Mohammad Anwar Elahee pour la phase finale de la Coupe d'Afrique des nations 1974 en Égypte :
| Effectif actuel |     |                    |                   |            |      |      |
| N°              | Pos | Nom                | Date de naissance | Sélections | Buts | Club |
| --------------- | --- | ------------------ | ----------------- | ---------- | ---- | ---- |
| 1               | GB  | Roland Augustin    |                   |            |      |      |
| 16              | GB  | Robert Noël        |                   |            |      |      |
| 19              | GB  | Permanand Ramchurn |                   |            |      |      |
|                 |     |                    |                   |            |      |      |
| 2               | DF  | David Bathfield    |                   |            |      |      |
| 3               | DF  | Jean-Marc Chevrau  |                   |            |      |      |
| 4               | DF  | Chowchinsung       |                   |            |      |      |
| 5               | DF  | Farouk Dinally     |                   |            |      |      |
| 12              | DF  | Cassam Moniaruck   |                   |            |      |      |
| 13              | DF  | France Moutou      |                   |            |      |      |
|                 |     |                    |                   |            |      |      |
| 6               | ML  | Jean Florine       |                   |            |      |      |
| 7               | ML  | Dany Imbert        |                   |            |      |      |
| 8               | ML  | Anwar Jackaria     |                   |            |      |      |
| 14              | ML  | Reshad Mungly      |                   |            |      |      |
| 15              | ML  | Serge Munso        |                   |            |      |      |
| 17              | ML  | Shyana Oodunt      |                   |            |      |      |
|                 |     |                    |                   |            |      |      |
| 9               | AT  | Sylvio Jatha       |                   |            |      |      |
| 10              | AT  | Édouard Leste      |                   |            |      |      |
| 11              | AT  | Raoul Maurel       |                   |            |      |      |
| 18              | AT  | Alain Perdrau      |                   |            |      |      |

### Premier tour
Le tirage au sort du premier tour place Maurice dans le groupe B en compagnie du tenant du titre, le Congo, de la Guinée et du Zaïre.
| Rang | Équipe  | Pts | J | G | N | P | Bp | Bc | Diff |
| ---- | ------- | --- | - | - | - | - | -- | -- | ---- |
| 1    | Congo   | 5   | 3 | 2 | 1 | 0 | 5  | 2  | +3   |
| 2    | Zaïre   | 4   | 3 | 2 | 0 | 1 | 7  | 4  | +3   |
| 3    | Guinée  | 3   | 3 | 1 | 1 | 1 | 4  | 4  | 0    |
| 4    | Maurice | 0   | 3 | 0 | 0 | 3 | 2  | 8  | -6   |

| 3 mars 1974 | Congo           | 2 - 0 | Maurice | Stade d'Alexandrie, Alexandrie                     |                                                    |
|             | Moukila · Lakou |       |         | Spectateurs : 5 000 Arbitrage : Gebreyesus Tesfaye | Spectateurs : 5 000 Arbitrage : Gebreyesus Tesfaye |
|             | (Rapport)       |       |         | Spectateurs : 5 000 Arbitrage : Gebreyesus Tesfaye | Spectateurs : 5 000 Arbitrage : Gebreyesus Tesfaye |

| 5 mars 1974 | Guinée     | 2 - 1 | Maurice | Ala'ab Damanhour Stadium, Damanhur                 |                                                    |
|             | Moricéré , |       | Imbert  | Spectateurs : 1 500 Arbitrage : Farah Wehelie Addo | Spectateurs : 1 500 Arbitrage : Farah Wehelie Addo |
|             | (Rapport)  |       |         | Spectateurs : 1 500 Arbitrage : Farah Wehelie Addo | Spectateurs : 1 500 Arbitrage : Farah Wehelie Addo |

| 7 mars 1974 | Zaïre                        | 4 - 1 | Maurice | Ala'ab Damanhour Stadium, Damanhur |                             |
|             | Mayanga , · Mulamba · Kakoko |       | Imbert  | Arbitrage : Wallace Johnson        | Arbitrage : Wallace Johnson |
|             | (Rapport)                    |       |         | Arbitrage : Wallace Johnson        | Arbitrage : Wallace Johnson |